# Малутан
ГЕС Малутанг 1, 2 (马鹿塘二期水电站) — гідроелектростанція на півдні Китаю у провінції Юньнань. Становить восьмий ступінь каскаду на річці Панлонг (Nanwen), яка впадає праворуч до Сонг-Ло (ліва притока Хонгхи, котра біля Хайфону завершується у Тонкінській затоці Південнокитайського моря). При цьому нижче за течією знаходяться ще три менш потужні гідроелектростанції.
У 2002—2005 роках спорудили перший машинний зал станції Малутанг. Відведення ресурсу до нього забезпечувала бетонна гравітаційна гребля, від якої ресурс подавався до розташованого за 3,5 км наземного машинного залу, зведеного на правому березі Панлонг (відстань до нього по руслу річки перевищує 5 км). Тут встановили дві турбіни типу Френсіс потужністю по 50 МВт, які використовували напір у 221 метр.
А у 2005—2010 роках на тій же ділянці річки реалізували проєкт значно потужнішого другого етапу. Для цього за чотири сотні метрів вище по течії від першої греблі звели кам'яно-накидну споруду із бетонним облицюванням висотою 154 метри, яка утворила водосховище з об'ємом 546 млн м3 (корисний об'єм 242 млн м3). Звідси проклали дериваційний тунель до розташованого за 3 км вирівнювального резервуара шахтного типу, від якого ресурс транспортується за кілька сотень метрів до підземного машинного залу з трьома турбінами типу Френсіс потужністю по 100 МВт. Така схема створила напір у 340 метрів, при цьому гідроагрегати першого залу, переведені на живлення від нового дериваційного тунелю, стали працювати з напором у 320 метрів (споживаючи при цьому 38 м3/сек замість 53 м3/сек).
Разом дві черги проєкту забезпечують виробництво 1818 млн кВт·год електроенергії на рік.